# Сограб Сепегрі
Сограб Сепегрі (перс. سهراب سپهری; нар. 6 жовтня 1928, Кашан — 21 квітня 1980, Тегеран) — іранський поет, художник, філософ. Один із найвизначніших представників сучасної перської поезії, чиї вірші перекладено на багато мов світу, серед яких: англійська, французька, іспанська та італійська. 

## Життєпис
Сограб Сепегрі народився 6 жовтня 1928 року в Кашані (Іран). Його дід, Мірза Насраллах Хан Сепегрі, був першим директором місцевого телеграфу. Його батька звали Асдаллах а матір Махджабін і їх життя також було пов'язане зі світом мистецтва і поезії.
У травні 1940 року Сепегрі отримав початкову освіту в школі Хаяма, де вчився шість років, а через три роки середню освіту в школі Пехлеві в Кашані.
У травні 1943 майбутній поет вирушає до Тегерана, де вступає до педагогічного училища для юнаків. Після закінчення дворічного навчання знову повертається до рідного міста для проходження педагогічної практики. Паралельно з роботою в Управлінні виховання і освіти Кашана Сепегрі продовжує вчитися і, склавши екстерном іспити, отримує диплом про повну середню освіту.
Восени 1948 Сограб вступає на факультет витончених мистецтв Тегеранського університету, який з відзнакою закінчує в 1953 році.
Першим поетичним досвідом Сепегрі стала опублікована в 1947 році збірка «На краю лугу або мавзолей кохання», в якій відчувається сильне наслідування романтикам, з притаманними їм схильністю до любовної лірики й прагненням до самоти. До цього ж періоду часу належить і перша відома художня робота Сепегрі — ідилічний «пасторальний» пейзаж, написаний в класичній малювальній техніці, яка відповідає класичному Арузу першої поетичної збірки.
За роки навчання в університеті Сограб серйозно захопився кубізмом і встиг випустити дві поетичні збірки «Смерть кольору» (1951), в стилі так званого вірша німаї, і «Життя снів» (1953). Поезія першої з них відбила символістські умонастрої поета, а ілюстраціями до сюрреалістичних мрій другої якнайкраще прислужилися експерименти Сепегрі в області кубізму, з його метафоричним побудовою образу за принципом розгалуженої асоціативності і вільного відповідності виразності форми характером запам'ятовується переживань.
У серпні 1957 року Сограб здійснює свою першу сухопутну подорож до Європи через Туреччину, Болгарію, Югославію (Австрія, Німеччина, Швейцарія, Париж, Лондон) і вступає на відділення літографії в школі витончених мистецтв у Парижі як вільний слухач. Після відвідин Франції та ближчого знайомства з «паризькою малювальною школою», однією з характерних рис якої був пильний інтерес до мистецтва Сходу, Сепегрі захоплюється східною філософією, розробляючи цю тему як у поезії - «Обвалення сонця» (збірник був готовий до друку вже в 1958, але вийшов тільки в 1961) і «Схід печалі» (1961), так і в малярстві.
Найбільш плідними для Сепегрі як у поезії, так і в малярстві вважають середину 60-х. Саме тоді він написав найзначніші з своїх поетичних творів «Звук кроків води» (1965), «Мандрівник» (1966) і «Зелений об'єм» (1968). Поворотним етапом в художніх і містико-філософських пошуках Сограба стало відвідування Японії та Індії (1960-61, 1964 рр.) І його безпосереднє знайомство з культурними традиціями цих країн.
Під час навчання і після його закінчення, тобто від 1948 до 1960 року Сепегрі працював у багатьох державних установах, у тому числі: в англо-іранській нафтовій компанії, художником-проектувальником в Організації сприяння охороні здоров'я, у відділах музеїв Міністерства культури і мистецтва, викладачем у вищому художньому училищі декоративних мистецтв, в рекламному відділі Головного управління інформації Міністерства сільського господарства.
Повернувшись з Японії в березні 1962 року, Сограб приймає рішення остаточно залишити державну службу і стати вільним художником, що живе на доходи від продажу своїх віршованих збірок і художніх полотен. До кожної виставки він готував від 50 до 150 нових робіт, які, на щастя, користувалися попитом серед іранської інтелігенції і знавців мистецтва, дозволяючи художнику утримувати себе і рідних.
У 70-тих роках, коли виросла і майстерність художника, і черга охочих придбати його роботи, він пише невелику, в порівнянні з 60-ми роками, кількість картин, причиною чому — численні поїздки Сепегрі по країні і за кордон з метою прийняття участі в художніх виставках, бієнале, фестивалях. Художник і його картини (іноді без самого автора) побували в Туреччині, Болгарії, Югославії, Австрії, Німеччини, Швейцарії, Франції, Англії, Італії, Гонконгу, Японії, Індії, Ізраїлі, Бразилії, Пакистані, Афганістані, Іспанії, Голландії, США, Греції та Єгипті.
Попри часті подорожі Сограб практично ніде не затримувався довше ніж два місяці, тому що починав тужити за батьківщиною, і в першу чергу за своєю малою батьківщиною Кашаном, поселеннями Чінар і Голестан, які були для нього джерелом і творчого натхнення й витрачених у дорозі душевних і фізичних сил.
Дослідники літературної творчості Сограба не мають інформації про десять років, які розділяють вихід у світ передостанньої «Зелений об'єм» (1968) і останньої «Ми - ніщо, ми — погляд» (1977) поетичних збірок Сепегрі. За свідченнями рідних і друзів Сограб присвячував весь цей час творчості та самоосвіті. Усамітнившись у своїй кімнаті, він писав картини, складав вірші, читав поезію і праці з філософії та історії релігії на фарсі, а також, французькою, англійською і трохи японською мовами, які вивчив самостійно.
Про останні роки життя поета відомо дуже мало. Він жив з матір'ю і сестрою в маленькому будинку на околиці селища Гіша, на 53-му кілометрі південної автостради. 1979 року в Сепегрі виникли проблеми зі здоров'ям і він пройшов обстеження в лікарні «Парс» в Тегерані. Виявилося, що у поета рак крові і хвороба дуже запущена. Спроба провести лікування в Англії успіху не принесла, і Сепегрі повернувся на батьківщину, де 21 квітня 1980 його не стало.
Днем пізніше він був похований у селищі Машхад-е-Ардахан в околицях Кашана. Надгробний камінь один з провідних майстрів каліграфії Ірану Реза Мафі прикрасив рядками з вірша Сограба «Оазис у миті»:
Вирушиш якщо мене шукати, 

Наближайся повільно і обережно, не дай Бог потріскається 

Крихка порцеляна моєї самотності. 

(пер. М.Сатаров)
Після себе поет залишив велику колекцію живописних і графічних робіт, які можна побачити в різних музеях світу і вісім літературних збірок, які увійшли до книги «Хашт кетаб». Вірші з цієї книги відомі й улюблені в Ірані, їх цитують у пресі а також багато літераторів та діячів мистецтва, деякі з них увійшли в шкільні підручники і повсякденну мову іранців, а назву вірша «Будинок де де?» (1987) отримав фільм, який зняв відомий режисер, лауреат премії «Золота гілка» Каннського кінофестивалю Аббас Кіаростамі.